# Opsion pughi
Opsion pughi är en tvåvingeart som beskrevs av Chandler 1991. Opsion pughi ingår i släktet Opsion och familjen svampmyggor. Inga underarter finns listade i Catalogue of Life.